# Woodsia pinnatifida
Woodsia pinnatifida là một loài dương xỉ trong họ Woodsiaceae. Loài này được Shmakov mô tả khoa học đầu tiên năm 1995.
Danh pháp khoa học của loài này chưa được làm sáng tỏ. 